# بندورة كرزية

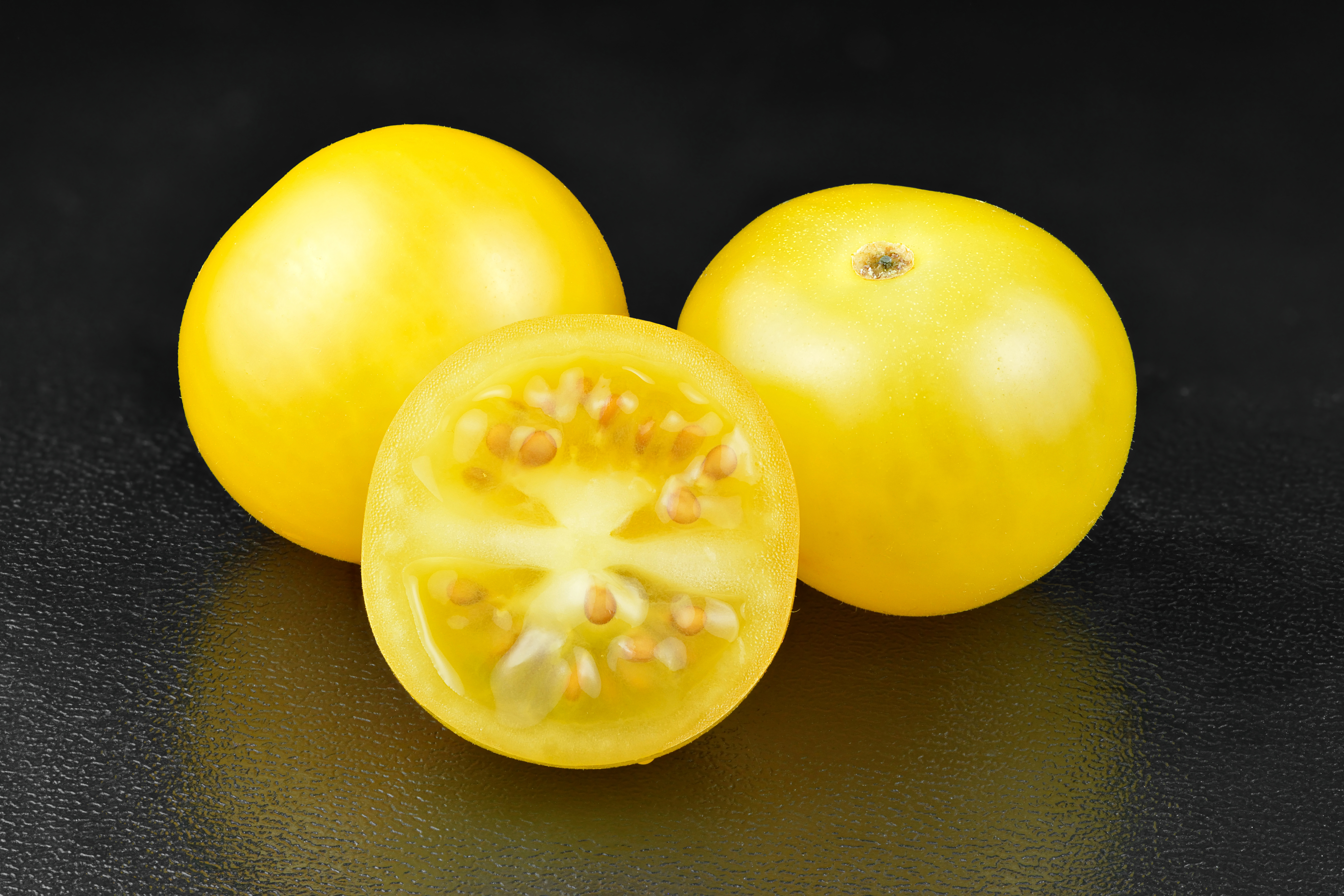
بندور كرزية صفراء

البندورة الكرزية أو طماطم كرزية أو عنقودية هي نوع من الطماطم الصغيرة المستديرة التي يُعتقد أنها مزيج وراثي وسيط بين الطماطم من نوع الكشمش البري وطماطم الحديقة المستأنسة. يراوح حجم طماطم الكرز من طرف الإبهام إلى حجم كرة الجُلْف، ويمكن أن يراوح شكلها من كروي إلى مستطيل قليلاً. مع أن لونها المعروف أحمرٌ، إلا أن هناك ألوانًا أخرى مثل الأصفر والأخضر والأرجواني والأسود. وهي سمية اللب قليلة العصارة والبزور.